# 安庆和
安庆和（8世纪—758年），唐朝将领安禄山十一个儿子之一，仅知排行非前二。安庆绪弟。
唐玄宗天宝十四载（755年），时任河东、范阳、平卢三镇节度使的安禄山起兵作乱，十五载（756年）正月称帝，国号大燕，以子安庆绪为晋王，安庆和为郑王。
后安庆绪弑父自立为帝。天成二年（758年）十月，唐将郭子仪率九节度使攻打卫州，安庆绪动用邺城全部七万军队来救。郭子仪设伏，交战之际诈败，待燕军追来时杀出伏兵，燕军退走，郭子仪又率兵追击，大败安庆绪，俘虏安庆和，攻克卫州。郭子仪奏称破敌、擒获安庆和、收复卫州事。安庆和被解送京城长安斩首。